# L1448-IRS2E
L1448-IRS2E – obiekt astronomiczny znajdujący się w odległości około 800 lat świetlnych od Ziemi w obłoku molekularnym w Perseuszu (sam obiekt znajduje się w gwiazdozbiorze Barana w pobliżu granicy z gwiazdozbiorem Perseusza). Został on odkryty przez zespół astronomów z Uniwersytetu Yale, Harvard-Smithsonian Center for Astrophysics oraz Instytutu Astronomii Maxa Plancka.
W obserwacjach L1448-IRS2E wykorzystano teleskop submilimetrowy na Hawajach oraz Kosmiczny Teleskop Spitzera. Obiekt ten został zaobserwowany w momencie, kiedy zaczyna przyciągać materię z otaczającej go otoczki pyłowo-gazowej. Może to oznaczać, że jest najmłodszą odkrytą protogwiazdą. Astronomowie uważają, że obiekt ten znajduje się w fazie przejściowej pomiędzy fazą, gdy gęsty obszar obłoku molekularnego zaczyna się zapadać pod wpływem własnej grawitacji, a fazą protogwiazdy, w której grawitacja wytworzyła gęste i gorące jądro wewnątrz gazowej otoczki.
Ten etap tworzenia nowej gwiazdy jest wyjątkowo trudny do wykrycia, gdyż trwa bardzo krótko, a obiekt emituje niewielkie ilości światła. L1448-IRS2E został odkryty dzięki słabej poświacie emitowanej przez pył otaczający obiekt. Większość znanych protogwiazd jest otoczona przez pyłowe kokony oraz emituje od 1 do 10 razy więcej światła niż Słońce. Ponieważ jednak L1448-IRS2E jest dziesięciokrotnie ciemniejszy niż Słońce, zespół astronomów uznał, że jest zbyt ciemny, aby mógł być uznany za typową protogwiazdę. Równocześnie odkryto strugi gazu wyrzucane z dużą prędkością z centrum L1448-IRS2E, co potwierdza wniosek, że we wnętrzu obiektu zgromadziła się wystarczająca ilość masy pozwalająca utworzyć protogwiazdę. Strugi tego typu powstające w wyniku działania pól magnetycznych są obserwowane właśnie w przypadku protogwiazd.